# Wohnküche
Unter einer Wohnküche versteht man im Allgemeinen eine Küche, in der ein Tisch mit mehreren Stühlen Platz findet und die  beheizbar sowie von anderen Wohnräumen verschließbar abgetrennt ist.

## Geschichte

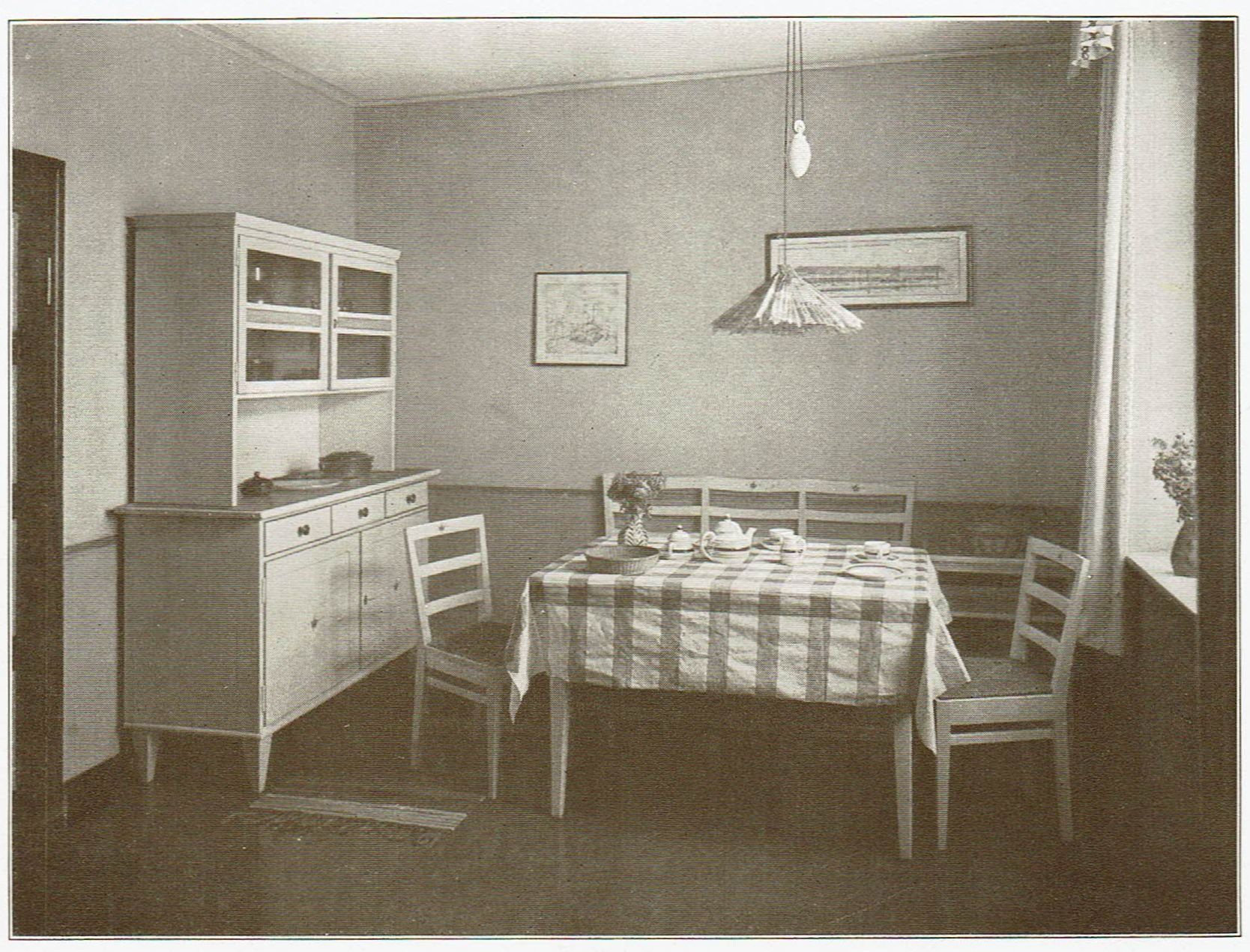
„Wohnküche einer Kleinstwohnung der Siedlungsgenossenschaft ‚Gartenheim‘ an der Steigertalstraße“;
Arch. Schick. Foto Lill; um 1929, Neues Bauen in Hannover

Zur Zeit des offenen Kamins, bzw. später des Herdes, war die Küche als Arbeitsraum zugleich der Mittelpunkt des Familienlebens. Sie war in ärmeren Haushalten oft der einzig beheizte Raum. Angefangen mit der Frankfurter Küche wurde die Küche vor allem als reiner Arbeitsraum definiert. Allgemein durchsetzen konnte sich diese Ansicht jedoch erst, als die Wohnungsnot nach dem Zweiten Weltkrieg überwunden war und Zentralheizungen allgemein üblich wurden, so dass die durch den Kohleherd beheizte Küche nicht mehr als einzig warmer Aufenthaltsraum dienen musste. Seit den späten 1970er Jahren erlebt die Küche als Aufenthaltsraum eine Renaissance. In der Gegenwart finden sich häufiger offene Küchen, bei denen Wohnzimmer oder Esszimmer und Küche ineinander übergehen. 
In manchen Mietspiegeln in Deutschland ist der Begriff Wohnküche ein Merkmal, das den Wohnwert erhöhen kann. In Berlin ist eine Raumgröße von 14 m² hierfür Voraussetzung, in Cottbus sind es 12 m².

## Schweiz
In der Schweiz ist die Einstufung als Wohnküche von der Wohnungsgröße abhängig. Sie muss mindestens 7,5 m² groß sein und zwei feste Sitzgelegenheiten haben, bei einer Wohnung mit mehr als drei Zimmern mindestens drei Sitzgelegenheiten. Eine Wohnküche fällt unter die Lärmschutzverordnung.